# Talbot 8/18HP
La 8/18 HP era un'autovettura di fascia bassa prodotta tra il 1922 ed il 1925 dalla Casa automobilistica anglo-francese Talbot.

## Storia e profilo
Dopo la prima guerra mondiale, la Talbot fu acquistata dalla Darracq, una Casa francese tra le più importanti nel primo ventennio del Novecento. Nel 1920, la Darracq, la Talbot e la Sunbeam, anch'essa acquistata dalla Casa francese costituirono un unico gruppo denominato STD (Sunbeam-Talbot-Darracq), grazie al quale cominciarono ad essere prodotti nuovamente alcuni significativi modelli.
Il primo fu proprio la 8/18 HP, una piccola vettura con carrozzeria torpedo a due posti, caratterizzata dal frontale dotato di piccoli fari anteriori circolari.
La 8/18 HP era equipaggiata da un motore da 970 cm³ di cilindrata, in grado di erogare 18 cavallo vapore e di spingere la vettura a 80 km/h di velocità massima, un buon risultato per l'epoca.
Sulla stessa base della 8/18 HP fu realizzata in seguito anche la 10/23 HP, che ben presto ne avrebbe preso il posto.